# Humble Lions Football Club
Maillots
Actualités
Le Humble Lions Football Club est un club jamaïcain de football basé à May Pen, dans le territoire de la Paroisse de Clarendon.

## Historique
Le club est fondé en 1974 par un groupe de Rastafaris.